# Ananás
Ananás est une municipalité brésilienne située dans l'État du Tocantins.